# ماريو دي كارفاليو (لاعب كرة قدم)
ماريو دي كارفاليو هو لاعب كرة قدم برتغالي، (ولد في مملكة البرتغال في البرتغال 1905  م). شارك مع منتخب البرتغال لكرة القدم. أما مع النوادي، فقد لعب مع نادي بنفيكا.

## وصلات خارجية
- ماريو دي كارفاليو على موقع قاعدة بيانات كرة القدم.إي يو (الإنجليزية)
- ماريو دي كارفاليو على موقع عالم كرة القدم.نت (الإنجليزية)